# Chilicola quitensis
Chilicola quitensis är en biart som beskrevs av Raymond Benoist 1942. Chilicola quitensis ingår i släktet Chilicola och familjen korttungebin. Inga underarter finns listade i Catalogue of Life.